# 三町村
三町村（さんちょうむら）は山梨県中巨摩郡にあった村。現在の中央市北東部、身延線東花輪駅・小井川駅の東側一帯にあたる。

## 地理
- 河川：笛吹川

## 歴史
- 1889年（明治22年）7月1日 - 町村制の施行により、畷（なわて）村、三条村の区域をもって発足。
- 1955年（昭和30年）3月20日 - 稲積村と合併して玉穂村が発足。同日三町村廃止。

## 交通

### 鉄道路線
- 日本国有鉄道
  - 身延線
    - 小井川駅